# Augochloropsis pronoticalis
Augochloropsis pronoticalis är en biart som beskrevs av Embrik Strand 1910. Augochloropsis pronoticalis ingår i släktet Augochloropsis och familjen vägbin. Inga underarter finns listade.